# 韋林加拉
韋林加拉（Vélingara）是非洲國家塞內加爾西北部的城鎮，由科爾達區負責管轄，北面毗鄰岡比亞，距離科爾達23公里、濟金紹爾311公里，海拔高度35米，居民主要從事農產品貿易，2007年人口23,775。
15°37′N 16°14′W / 15.617°N 16.233°W